# Janovice nad Úhlavou
Janovice nad Úhlavou település Csehországban, a Klatovyi járásban. Janovice nad Úhlavou Týnec, Strážov, Nýrsko, Lomec, Klenová, Běhařov, Bezděkov és Dlažov településekkel határos. Lakosainak száma 2428 fő (2024. január 1.).

## Népesség
A település lakosságának változását az alábbi diagram mutatja:
| Lakosok száma | 2675 | 2569 | 2756 | 2041 | 2152 | 2034 | 2216 | 2270 | 2307 | 2428 |
|               | 1869 | 1890 | 1921 | 1950 | 1980 | 2001 | 2017 | 2019 | 2022 | 2024 |

## Galéria

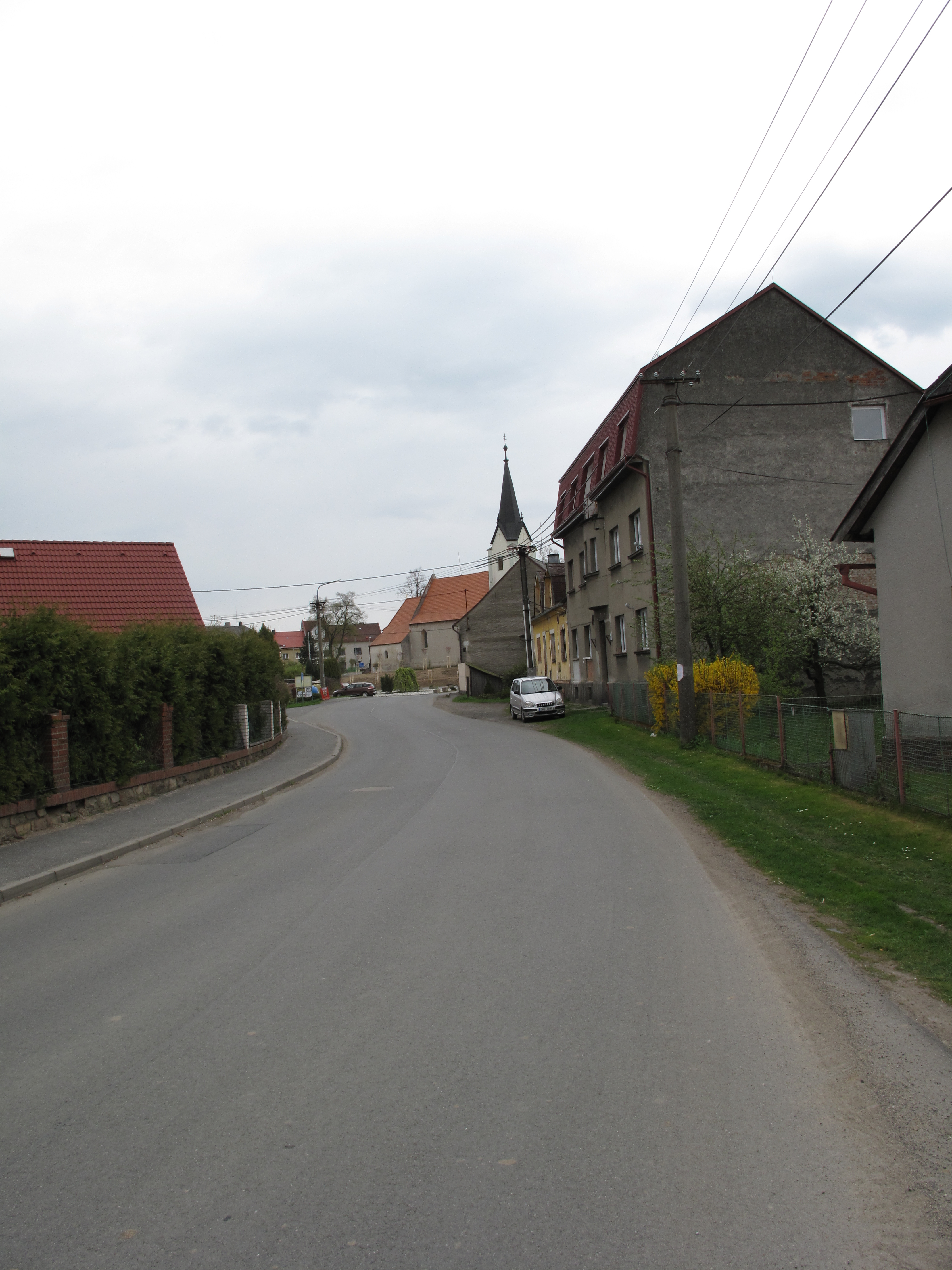
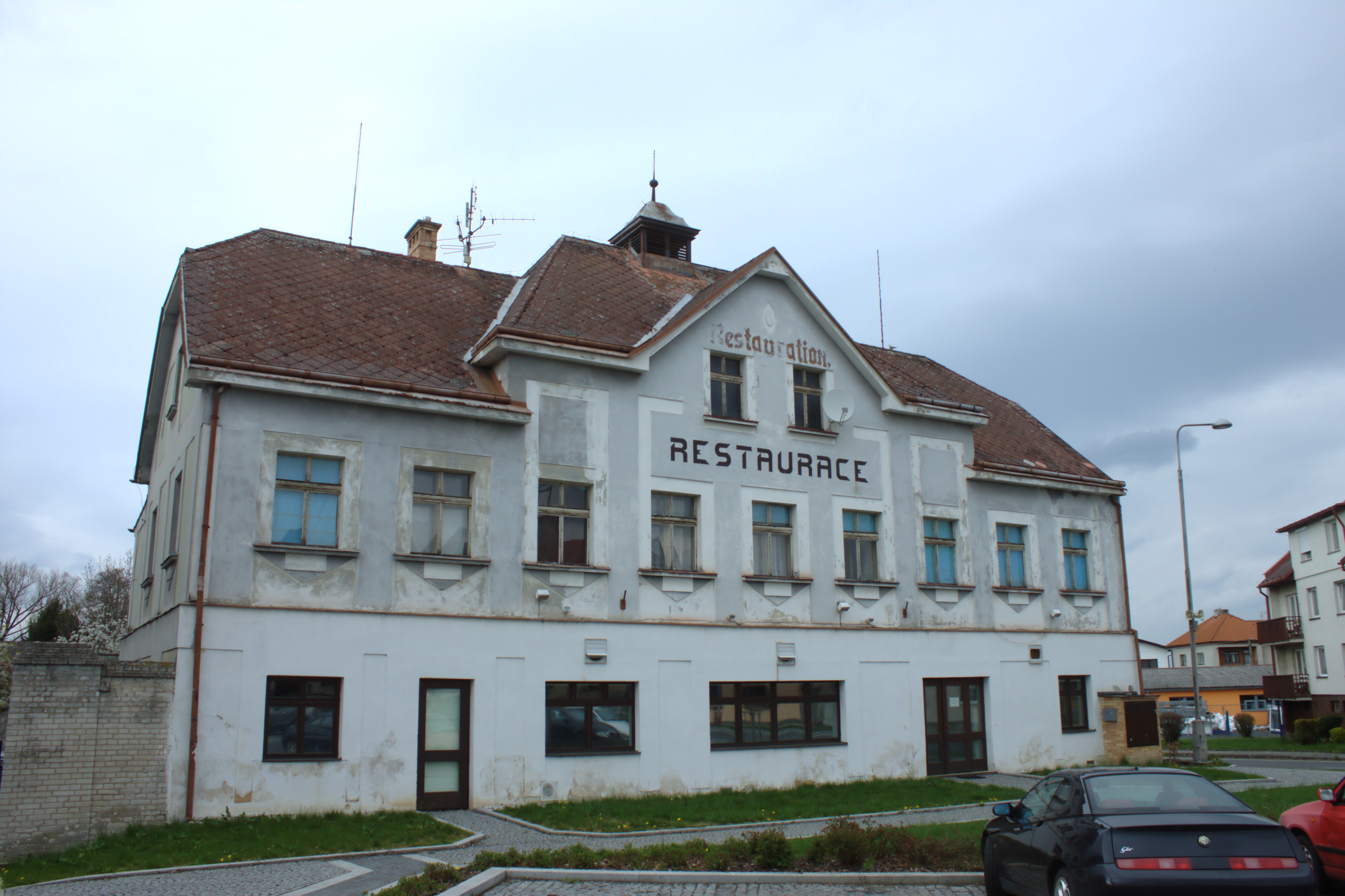
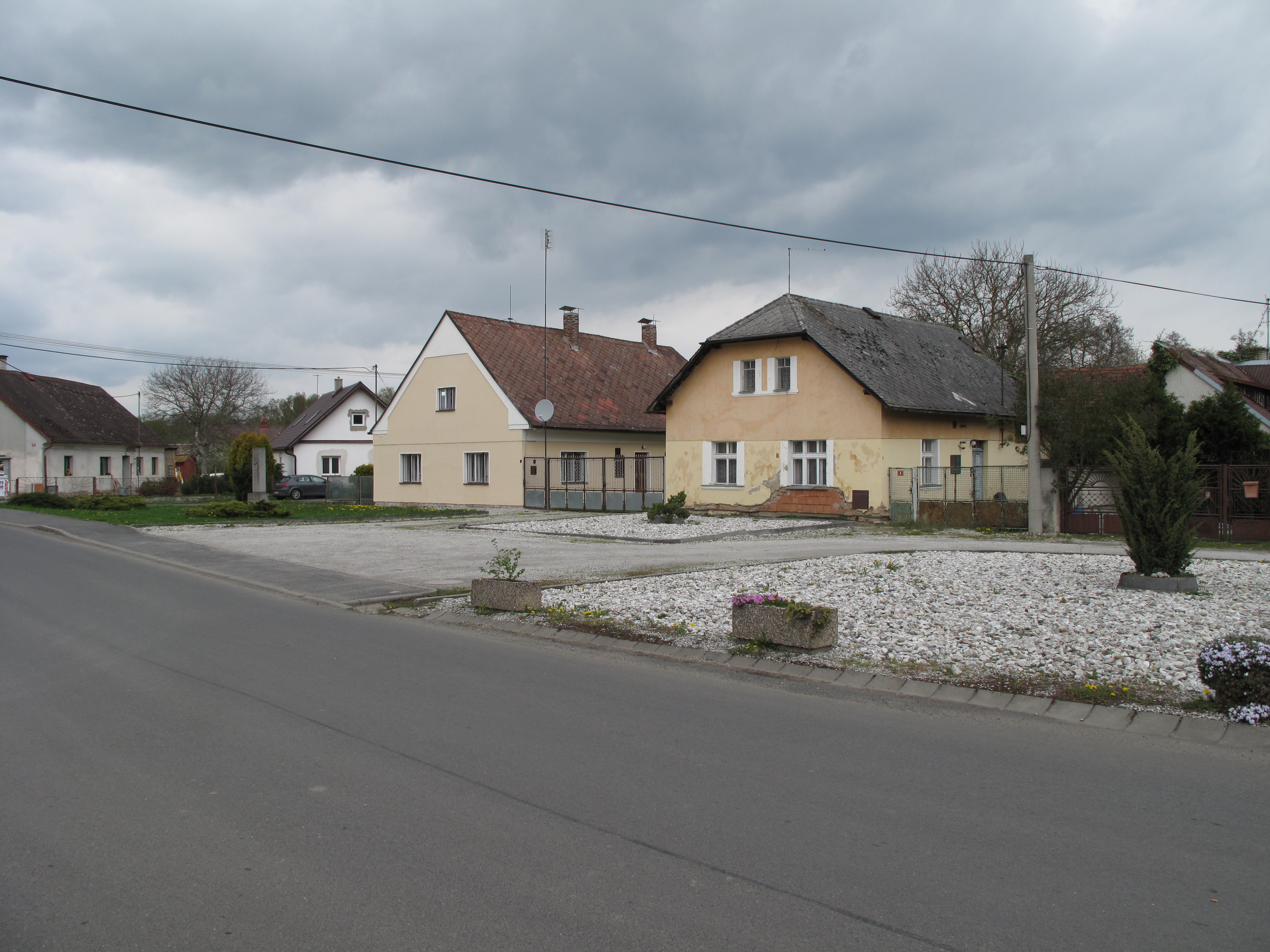